# Franc Križanič
Franc Križanič, slovenski politik in ekonomist, * 4. december 1954, Ljubljana.
Bivši minister za finance Republike Slovenije.

## Življenjepis

### Državni zbor
2008-2011
V času 5. državnega zbora Republike Slovenije, član Socialnih demokratov, je bil član naslednjih delovnih teles:
- Odbor za gospodarstvo (član)
- Odbor za finance in monetarno politiko (član)
- Odbor za visoko šolstvo, znanost in tehnološki razvoj (član)

Na državnozborskih volitvah leta 2011 je kandidiral na listi SD.